# Anisogammarus pugettensis
Anisogammarus pugettensis är en kräftdjursart som först beskrevs av James Dwight Dana 1853.  Anisogammarus pugettensis ingår i släktet Anisogammarus och familjen Anisogammaridae. Inga underarter finns listade i Catalogue of Life.